# Партизани (Феодосійський район)
Партиза́ни (до 1948 року — Шейх-Елі́, крим. Şeyh Eli) — село Феодосійського району Автономної Республіки Крим. Населення становить 1724 особи. Орган місцевого самоврядування — Партизанська сільська рада.

## Географія
Партизани — село в центрі району, у степовому Криму, у долині невеликої річки Кхоур-Джилга, висота над рівнем моря — 75 м. Найближчі населені пункти: Журавки за 4 км на схід, Матросівка за 2 км на південь та Спасівка за 3 км на захід. Райцентр Кіровське — приблизно за 16 км, там же найближча залізнична станція — Кіровська (на лінії Джанкой-Феодосія).

## Історія
Перша документальна згадка села зустрічається в Камеральному Описі Криму … 1784 року, судячи з якого, в останній період Кримського ханства Шейхелі входило до Старо-Кримський кадилику Кефінського каймакамства.
Після приєднання анексії Криму Російською імперією 8 лютого 1784, село була приписане до Левкопольського повіту Таврійської області, а після ліквідації в 1787 році Левкопольського — до Феодосійського повіту. Після Павловських реформ, з 12 грудня 1796 по 1802 рік, входило в Акмечетський повіт Новоросійської губернії. За новим адміністративним поділом, після створення 8 (20) жовтня 1802 року Таврійської губернии, Шейх-Елі було включене до складу Байрачцької волості Феодосійського повіту.
За  Відомостями про число селищ, назви оних, у них дворів … перебувають у Феодосійському повіті від 14 жовтня 1805 , у селі Шейх-Елі числилося 17 дворів і 122 жителя кримських татар. На військово-топографічній карті генерал-майора Мухіна 1817 село Шейх Елі (також підписана, як Єлисаветівка, на лівому березі річки Нахічеван Чокрак, або, на сучасних картах, Кхоур-Джилга) позначена з 50 дворами. Після реформи волосного поділу 1829 Тамак Шейх Елі, згідно  «Відомості про казенні волості Таврійської губернії 1829 р» , передали до складу Учкуйської волості. Потім, мабуть, внаслідок еміграції кримських татар в Туреччину, село спорожніло та на карті 1842 Шейх елі позначене умовним знаком «мале село», тобто, менше 5 дворів.
У 1860-х роках, після земської реформи Олександра II, село приписали до Владиславської волості.
Згідно  «Списку населених місць Таврійської губернії за відомостями 1864 року» , складеним за результатами VIII ревізії 1864 року, Тереклі-Шейх-Елі — власницьке російське, грецьке та татарське село з 19 дворами, 61 жителем та мечеттю  при струмку Нахичеван-Чокрак . На триверстовій  мапі 1865—1876 року в селі Шейх Елі позначено 5 дворів.
У 1869 році кримськими німцями лютеранами, на 3 379 десятинах землі було засноване німецьке поселення.
4 червня 1871 були височайше затверджено Правила про пристрій поселян-власників (колишніх колоністів) … , згідно з якими утворювалася німецька Цюрихтальська волость та Шейх-Елі включили до її складу. На 1886 у німецькій колонії Сурташ, згідно з довідником «Волості та найважливіші Європейської Росії», проживало 62 людини в 11 домогосподарствах, діяли молитовний будинок, школа та лавка. За  «Пам'ятною книгою Таврійської губернії 1889 року» , за результатами Х ревізії 1887, у селі Шейх-Елі значилося 20 дворів та 103 жителя.
Після земської реформи 1890-х років село повернули до складу Владиславської волості.
За  «… Пам'ятної книги Таврійської губернії на 1892»  в селі Шейх-Елі, що входило в Іслям-Терекську сільську громаду, мешкало 72 жителі в 2 домогосподарствах. За  «… Пам'ятною книжкою Таврійської губернії на 1902»  в селі Шейх-Елі числилося 78 жителів в 12 домогосподарствах.
За Радянської влади, за постановою Кримревкома від 8 січня 1921 була скасована волосна система і село включили до складу Старо-Кримського району. Декрет ВЦВК від 4 вересня 1924 «Про скасування деяких районів Автономної Кримської С. С. Р.» Старо-Кримський район був скасований і Шейх-Елі увійшов в Феодосійський район. Згідно  Списку населених пунктів Кримської АРСР за Всесоюзним перепису 17 грудня 1926 , село Шейх-Елі, з населенням 250 осіб, з яких був 181 німцями, входило до складу Сейт-Елінської сільради Феодосійського району. 15 вересня 1931 Феодосійський район скасували і село знову у складі Старо-Кримського, а з 1935 — Кіровського району. Незабаром після початку німецько-радянської війни, 18 серпня 1941 кримські німці були виселені, спочатку в Ставропольський край, а потім в Сибір та північний Казахстан.
Указом Президії Верховної Ради РРФСР від 18 травня 1948 року Шейх-Елі перейменували в Партизани. Указом Президії Верховної Ради УРСР «Про укрупнення сільських районів Кримської області», від 30 грудня 1962 Кіровський район був скасований і село приєднали до Нижньогірського . 1 січня 1965, указом Президії ВР УРСР «Про внесення змін до адміністративного районування УРСР — по Кримській області», знову включили до складу Кіровського .